# سکندر عادل‌شاه
سکندر عادل‌شاه یکی از شاهان بیجاپور هندوستان و از دودمان عادل‌شاهیان بود. او در سال ۱۰۸۳ ه. ق. جانشین پدر خود علی عادل‌شاه دوم گردید؛ و در سال ۱۰۹۷ به اسارت عالمگیر افتاد و سه سال بعد درگذشت.